# Mateusz Masternak
Mateusz Masternak (* 2. Mai 1987 in Iwaniska) ist ein polnischer Profiboxer im Cruisergewicht. Er wird von den Verbänden WBA und WBO auf Rang 6 sowie von der WBC auf Rang 8 ihrer Weltranglisten geführt.

## Amateurkarriere
Mateusz Masternak wurde 2005 Polnischer Juniorenmeister im Mittelgewicht, gewann die Baltic Sea Youth Games 2005 und war Viertelfinalist der Junioren-Europameisterschaften 2005. Bei den Erwachsenen wurde er 2006 Polnischer Vizemeister im Halbschwergewicht.

## Profikarriere
Der von Andrzej Gmitruk und Piotr Wilczewski trainierte Mateusz Masternak gab sein Profidebüt am 3. Juni 2006 in Ostrołęka. Bis Oktober 2013 blieb er in 30 Kämpfen ungeschlagen, wobei er unter anderem den Amateurweltmeister Michael Simms, sowie die ungeschlagenen Boxer Łukasz Janik (15-0), Lewan Jomardaschwili (20-0) und David Quiñonero (27-0) besiegen konnte. 
Am 15. Dezember 2012 gewann er in Nürnberg die EBU-Europameisterschaft im Cruisergewicht einstimmig nach Punkten gegen den Finnen Juho Haapoja, verlor den Gürtel jedoch am 5. Oktober 2013 in der ersten Titelverteidigung an den Russen Grigori Drosd.
Am 21. Juni 2014 unterlag er in Monte-Carlo beim Kampf um die Interims-Weltmeisterschaft der WBA im Cruisergewicht knapp nach Punkten gegen Youri Kalenga. Zu diesem Zeitpunkt wurde er bereits vom Ring Magazine auf Platz 9, und von der WBA auf Platz 6 der jeweiligen Weltrangliste geführt. Im Dezember 2014 schlug er den Franzosen Jean-Marc Mormeck, verlor jedoch im Juni 2015 überraschend gegen den Südafrikaner Johnny Muller, obwohl er diesen zwei Mal am Boden hatte.
Bei einem erneuten Kampf um die EBU-Europameisterschaft am 12. Dezember 2015, verlor er nach Punkten gegen Tony Bellew. Im Juni 2017 gewann er jedoch einstimmig gegen Ismajil Sillach, sowie im April 2018 vorzeitig gegen Youri Kalenga, womit er WBO-Europameister im Cruisergewicht wurde. Im Oktober 2018 unterlag er nach Punkten gegen Yunier Dorticos.
Am 30. Mai 2021 besiegte er Adam Balski beim Kampf um den Titel IBF-Intercontinental im Cruisergewicht. Im Oktober 2022 siegte er einstimmig gegen Jason Whateley.
Am 10. Dezember 2023 verlor er beim Kampf um den WBO-Weltmeistertitel im Cruisergewicht gegen den britischen Titelträger Chris Billam-Smith.